# Nanwan, Longgang
Nanwan (kinesiska: 南湾) är ett stadsdelsdistrikt i staden Shenzhen i provinsen Guangdong i sydöstra Kina. Det ligger i stadsdistriktet Longgang. Antalet invånare vid folkräkningen 2020 var 417 421.